# Artaldo de Arvières
Artaldo, también conocido como Artaldus o Arthaud, (1101-1206) fue un monje cartujo y obispo de Belley. Es venerado como santo por la iglesia católica. 

## Biografía
Nacido en el castillo de Sothonod en Saboya, en 1101, no se conoce mucho de su infancia pero, a los dieciocho años, Artaldo entró en la corte de Amadeo III,  y después de un año se fue para convertirse en sacerdote. 
Artaldo entró en la casa cartujana de Portes, hoy Bénonces. Allí fue ordenado sacerdote. Pasó muchos años sirviendo antes de ser enviado como prior a la Grande Chartreuse para fundar una cartuja cerca del valle de Valromey, un lugar conocido como "el cementerio". Artaldo decidió llevarse consigo a seis compañeros de Portes para establecer esta nueva comunidad. La congregación tuvo que mudarse cuando los edificios recién construidos fueron devastados por el fuego. Artaldo eligió un sitio fresco, a orillas del río Arvières, y se creó la Cartuja Arvières, en 1132.
Los años pasados en Arvière, Artaldo ganó fama y reputación, como san Bruno, su maestro. Al igual que San Bruno, Artaldo fue llamado de su monasterio, para aceptar el cargo de obispo. Artaldo, que tenía más de ochenta años cuando fue llamado para el puesto, renunció dos años más tarde y regresó a Arvières.
En sus últimos años Artaldo fue visitado por san Hugo de Lincoln, que había convencido al rey Enrique II de Inglaterra para convertirse en benefactor de la Cartuja de Arvières. Artaldo vivió el resto de sus días en Arvières y se dice que murió a los 105 años. Su culto fue confirmado en 1834, por el Papa Gregorio XVI.